# Народни музеј у Смедеревској Паланци
Народни музеј у Смедеревској Паланци основан је 31. марта 1966. године. Првобитно је био надлежан само за територију општине Смедеревска Паланка. Надлежност му је од 1995. године проширена и на општину Велика Плана. Музеј је по својој концепцији комплексног типа са одељењима и збиркама за историју уметности (4 збирке), археологију (4 збирке), етнографију, историју, рестаурацију-конзервацију, документацију, стручну библиотеку. Сталне поставке су: Српско сликарство 1900—1950. године и неолитска насеља у долини реке Јасенице.